# Luxeed
Luxeed  ist eine Automarke aus der Volksrepublik China. Hersteller sind Chery Automobile und Huawei im Rahmen der Harmony Intelligent Mobility Alliance. Angeboten werden elektrifizierte Autos im gehobenen Preisniveau.

## Geschichte
Im Mai 2023 präsentierte Huawei die ersten offiziellen Fotos eines neuen Autos, das der Technologiekonzern gemeinsam mit einem weiteren Partner aus der Automobilindustrie entwickelt hat. Es wurde Chery als Kooperationspartner ausgewählt, was die Einführung der neuen Marke Luxeed ermöglichte. Erste Informationen zum ersten Produkt, der 4,97 Meter langen Limousine S7, wurden im August 2023 vorgestellt. Das zweite Modell, das SUV-Coupé R7, wurde im Juni 2024 präsentiert.

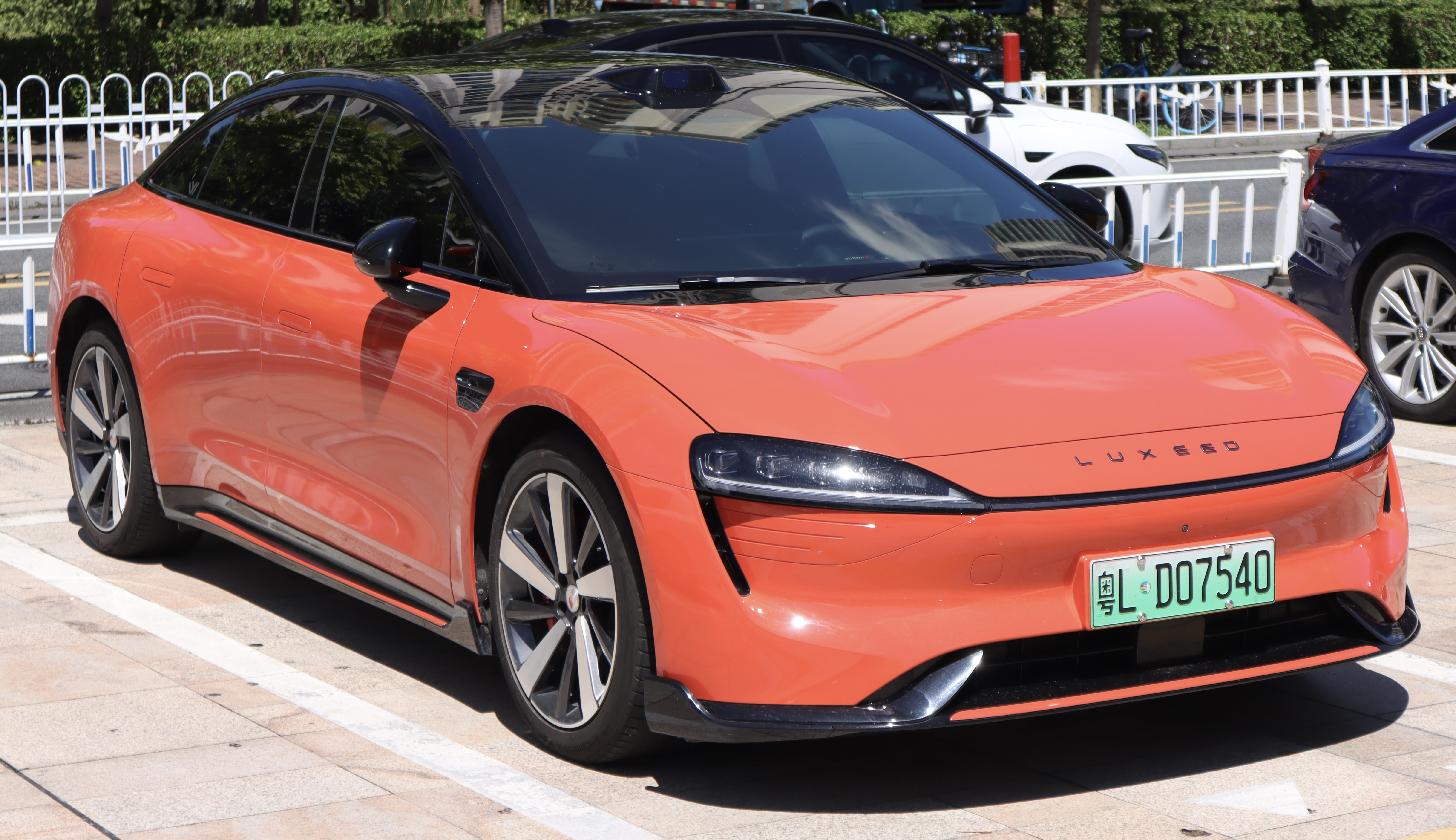
Luxeed S7
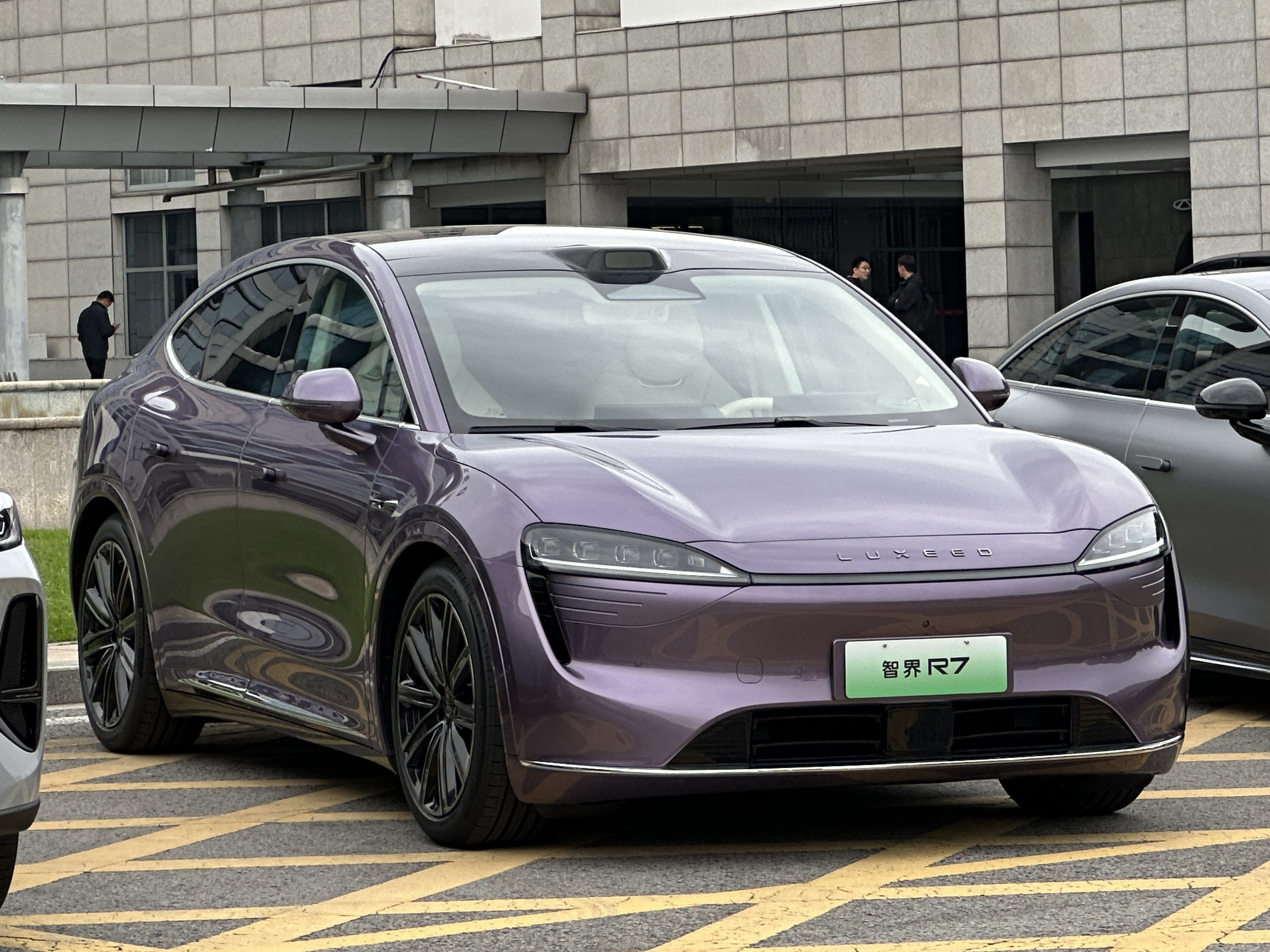
Luxeed R7

Im November 2023 gab Huawei die Gründung der Automobilsparte HIMA bekannt, zu der Luxeed zusammen mit seiner Schwestermarke Aito Auto gehörte. Kurz nach dieser Veranstaltung ist der Verkauf und Vertrieb der S7 offiziell auf dem chinesischen Markt gestartet, wobei der relativ niedrige Energieverbrauch und die Verfügbarkeit verschiedener technologischer Innovationen in der Ausrüstung hervorgehoben wurden. Luxeed-Autos werden zusammen mit den Produkten des Technologiekonzerns und Aito-Modellen in ausgewählten chinesischen Huawei-Ausstellungsräumen zum Verkauf angeboten.